# Angolezen in Nederland
Met Angolezen in Nederland worden in Nederland wonende Angolezen, of Nederlanders van Angolese afkomst aangeduid. Volgens het Centraal Bureau voor de Statistiek (CBS) woonden er per 1 januari 2019 zo’n 8.737 Nederlanders met een Angolese migratieachtergrond in Nederland. De meeste Angolezen kwamen als vluchtelingen vanwege de Angolese burgeroorlog, die in augustus 2002 eindigde. De meeste Angolezen kwamen in de periode 1998-2002 naar Nederland, met als hoogste aantal 3,5 duizend immigranten in 2002. Na 2002 is de immigratie van Angolezen enorm afgenomen tot een stabiele lijn van ongeveer 150 mensen per jaar.
| mannen           | 1 594 | 2 690 | 6 832  | 4 945 | 4 543 | 4 717 |
| vrouwen          | 1 000 | 1 787 | 4 769  | 3 989 | 3 885 | 4 020 |
| aantal Angolezen | 2 594 | 4 477 | 11 601 | 8 934 | 8 428 | 8 737 |